# Alfred Lendner
Alfred Lendner (1873-1948) est un botaniste et mycologue suisse.
Son abréviation en botanique est : Lendn.

## Publications
- Sur quelques Mucorinées, Bulletin de l'Herbier Boissier, 7 (3), 1907, p. 249–251.